# Учителката по френски
„Учителката по френски“ (на английски: Big School) е британска ситуационна комедия, излъчван от BBC между 16 август 2013 г. и 10 октомври 2014 г.

## Сюжет
Сериала проследява живота на наивния учител по химия г-н Чърч, който протича основно в гимназия Грейбридж в района на Уотфорд, Северен Лондон. Влюбвайки се в новата учителка по френски – Сара, която се смята за вдъхновяващ учител, който е в унисон с младежката култура и неустоима красавица, господин Чърч не осъзнава в какво се забърква. Оказва се обаче, че той не е единственият учител, опитващ се да превземе сърцето на учителката по френски.
От друга страна, учениците от училището са от „модерните“ младежи, които основно се интересуват от социални мрежи, чатене и купони, и се отегчават от опитите на г-н Чърч и г-ца Постърн да се занимават с тяхното „знание“.

## В България
В България сериала започва излъчване на 19 октомври 2015 г. от 20:30 по bTV Comedy. На 24 август 2017 г. започва повторно излъчване по bTV Comedy от 19:00. Дублажът е на Медиа Линк. Ролите се озвучават от актьорите Лидия Вълкова, Татяна Захова, Петър Бонев, Здравко Методиев и Кирил Ивайлов.